# Aeroporto de Bor
Aeroporto de Bor é um aeroporto localizado na cidade de Bor, no estado de Juncáli, Sudão do Sul.